# Chiesa di Santa Maria della Pietà (Palmi)
La chiesa di Santa Maria della Pietà era un luogo di culto cattolico di Palmi.

## Storia
Della chiesa di Santa Maria della Pietà resta la documentazione negli atti della Cassa Sacra, nelle deliberazioni comunali e nelle stampe. 
Venne citata da don Bruno Trifiletti, arciprete della parrocchia di San Nicola, in un memoriale del 1740 redatto per l'elevazione della chiesa Madre a Collegiata.
Fu ricostruita, dopo la distruzione del terremoto del 1783, nel 1785 dal maestro Giuseppe Repace in un altro luogo della città e venne intitolata a Sant'Elia.
Alterne vicende subì la chiesa, poiché nel tempo fu anche adibita a teatro e seggio elettorale, nonostante le proibizioni deliberate dal comune di Palmi e dalla Sottoprefettura a tutela del luogo sacro. Tuttavia la stampa del tempo illustrò e recensì gli spettacoli, prosa e lirica, che vi si tenevano. Anche per la precarietà dei locali, la stessa stampa del tempo auspicò la costruzione di un autentico teatro, aspirazione poi realizzata nel 1893 con l'inaugurazione del teatro Nicola Antonio Manfroce. La chiesa, realizzata in pietra e calce, era lunga circa 20,80 metri, larga 7,80 metri ed alta 6,24 metri. Inoltre, come era in uso nel passato, al suo interno vi erano sepolture.